# Top of the World (песня Брэнди)
«Top of the World» — песня американской соул-исполнительницы Брэнди из её второго студийного альбома Never Say Never (1998). Песню написали Родни «Darkchild» Джеркинс, Фред Джеркинс III, ЛаШон Дэниелс, Айзек Филлипс, Николия «Tye-V» Турман и Мэйсон Бета, Джеркинс и Норвуд выступили продюсерами, а рэпер Mase исполнил вокальные партии. Выпущенный в качестве второго международного сингла альбома в 1998 году, трек занял второе место в UK Singles Chart и вошёл в топ-20 в Исландии, Ирландии и Новой Зеландии.
Клип на песню «Top of the World» был снят режиссёром Полом Хантером в июне 1998 года и имел огромный успех на музыкальных видеоканалах BET и MTV. В клипе Норвуд парит в воздухе, делая кувырки и другие гимнастические движения.

## Отзывы
Ларри Флик из Billboard посчитал, что песня стала достойным продолжением «The Boy is Mine» и что Брэнди «доказывает, что у неё есть все шансы справиться с самыми опытными чемпионами R&B и поп-музыки». Он также высоко оценил текст и продюсирование, сказав, что «умные тексты сочетаются с мощными фанк-битами и плавным взаимодействием гитары и клавишных». Music Week описал песню как «ещё один ловкий кусок R&B Родни Джеркинса (Boy Is Mine)» и почувствовал, что «лучшие биты исходят от Mase».

## Список треков
| №  | Название                                               | Автор(ы)                                                                                  | Продюсеры                           | Длительность |
| -- | ------------------------------------------------------ | ----------------------------------------------------------------------------------------- | ----------------------------------- | ------------ |
| 1. | «Top of the World» (Версия без рэпа)                   | LaShawn Daniels Fred Jerkins III Rodney Jerkins Isaac Phillips Nycolia Turman Mason Betha | Darkchild Brandy [a]                | 3:32         |
| 2. | «Top of the World» (Версия при участии Mase)           | Daniels F. Jerkins R. Jerkins Phillips Turman Betha                                       | Darkchild Brandy [a]                | 4:11         |
| 3. | «Top of the World» (LP Version)                        | Daniels F. Jerkins R. Jerkins Phillips Turman Betha                                       | Darkchild Brandy [a]                | 4:41         |
| 4. | «Top of the World» (Boogiesoul Remix Radio Edit)       | Daniels F. Jerkins R. Jerkins Phillips Turman Betha                                       | Darkchild Brandy [a] Boogiemann [a] | 4:16         |
| 5. | «The Boy Is Mine» (Радиоверсия с Интро; дуэт с Моники) | Daniels R. Jerkins F. Jerkins Japhe Tejeda Brandy Norwood                                 | Darkchild Dallas Austin Brandy      | 4:00         |

| №  | Название                                     | Автор(ы)                                            | Продюсеры            | Длительность |
| -- | -------------------------------------------- | --------------------------------------------------- | -------------------- | ------------ |
| 1. | «Top of the World» (Версия при участии Mase) | Daniels F. Jerkins R. Jerkins Phillips Turman Betha | Darkchild Brandy [a] | 4:11         |
| 2. | «Top of the World» (No Rap Edit)             | Daniels F. Jerkins R. Jerkins Phillips Turman Betha | Darkchild Brandy [a] | 3:32         |
| 3. | «Top of the World» (Instrumental)            | Daniels F. Jerkins R. Jerkins Phillips Turman Betha | Darkchild Brandy [a] | 4:41         |

| №  | Название                                                   | Автор(ы) | Продюсеры                           | Длительность |
| -- | ---------------------------------------------------------- | --- | ----------------------------------- | ------------ |
| 1. | «Top of the World» (Версия при участии Mase)               | Daniels F. Jerkins R. Jerkins Phillips Turman Betha                                                             | Darkchild Brandy [a]                | 4:11         |
| 2. | «Top of the World» (Boogiesoul Remix Radio Edit)           | Daniels F. Jerkins R. Jerkins Phillips Turman Betha                                                             | Darkchild Brandy [a] Boogiemann [a] | 4:16         |
| 3. | «Top of the World» (Part II при участии Fat Joe & Big Pun) | Daniels F. Jerkins R. Jerkins Phillips Turman Betha Ahmad Lewis Christopher Rios Stephan Gordy Joseph Cartagena | Darkchild                           | 4:07         |

- ↑  дополнительный продюсер

## Чарты

### Еженедельные чарты
| Чарт (1998)                         | Высшая позиция |
| ----------------------------------- | -------------- |
| Австралия (ARIA)                    | 39             |
| Канада CHR/Top 40 (BDS)             | 27             |
| Канада (RPM Top Singles)            | 22             |
| Канада Dance (RPM)                  | 1              |
| Канада Urban (RPM)                  | 1              |
| Канада (Nielsen SoundScan)          | 21             |
| Франция (SNEP)                      | 39             |
| Германия (GfK)                      | 42             |
| Нидерланды (Single Top 100)         | 52             |
| Новая Зеландия (Recorded Music NZ)  | 11             |
| Шотландия (Scottish Singles Chart)  | 17             |
| Швеция (Sverigetopplistan)          | 52             |
| Швейцария (Schweizer Hitparade)     | 42             |
| Великобритания (UK Singles Chart)   | 2              |
| Великобритания (UK R&B Chart)       | 1              |
| США (Billboard Radio Songs)         | 44             |
| США (Billboard R&B/Hip-Hop Airplay) | 4              |
| США (Billboard Rhythmic)            | 10             |

## Сертификации
| Регион                                                      | Сертификация | Продажи  |
| ----------------------------------------------------------- | ------------ | -------- |
| Великобритания (BPI)                                        | Серебряный   | 200 000^ |
| ^ Данные о тиражах приведены только на основе сертификации. |              |          |